# Jukka Tiilikainen
Jukka Tiilikainen, född 4 april 1974, är en före detta ishockeyspelare (forward) från Finland. Tiilikainen spelade i Elitserien för AIK, Södertälje SK samt Leksands IF där han tvingades avsluta karriären våren 2006 på grund av skador. Hemma i finländska FM-ligan spelade han bland annat för Jokerit och TPS Åbo. Han har även haft en sejour i Schweiz. Internationellt representerade han Finland under junior-VM 1994. Tiilikainen blev 1992 listad av Los Angeles Kings i den elfte rundan av draften som nummer 255.